# کوتوژ ماوه
کوتوژ ماوه (به لهستانی:  Kotórz Mały) یک روستا در لهستان است که در گمینا توراوا واقع شده‌است. کوتوژ ماوه  ۹۳۰ نفر جمعیت دارد.